# Zyginama multifurca
Zyginama multifurca är en insektsart som beskrevs av Dietrich och Dmitry A. Dmitriev 2008. Zyginama multifurca ingår i släktet Zyginama och familjen dvärgstritar. Inga underarter finns listade i Catalogue of Life.